# El Consuelo (Coahuila)
El Consuelo es una localidad del estado mexicano de Coahuila. Es parte del municipio de Matamoros.

## Demografía
| Gráfica de evolución demográfica |
|                                  |

| Censo | Población |
| ----- | --------- |
| 1930  | 324       |
| 1940  | 324       |
| 1950  | 536       |
| 1960  | 561       |
| 1970  | 676       |
| 1980  | 1 022     |
| 1990  | 1 047     |
| 2000  | 984       |
| 2010  | 1 142     |
| 2020  | 1 039     |